# Silvius Leopold Weiss
Silvius Leopold Weiss (Breslau, Silèsia, actual Wrocław a Polònia, 12 d'octubre de 1687 – Dresden, Alemanya, 16 d'octubre de 1750) fou un compositor i intèrpret de llaüt alemany del Barroc.
Era fill del també músic i llaütista Johann Jacob Weiss. Fins fa poc temps es creia que havia nascut el 1686, però recents investigacions indiquen que l'any del seu naixement fou el 1687. Als 7 anys actuà davant l'emperador del Sacre Imperi Romanogermànic, Leopold I. El 1706 estava al servei del comte Carles III Felip del Palatinat, que en aquell temps residia a Breslau.
Entre 1710-14 restà a Roma sota la protecció del príncep polonès Aleksander Benedykt Sobieski, fill de Johann III Sobieski. Allí entrà en contacte amb Alessandro Scarlatti i el seu fill Domenico Scarlatti que estaven al servei de la mare del Príncep Aleksander, la reina a l'exili Maria Casimira.
El 23 d'agost de 1718 fou nomenat músic de cambra del Príncep Elector de Saxònia August. Allí romangué gaudint d'una bona situació econòmica i professional fins a la seva mort.
Aquest lloc li donà l'oportunitat de contactar amb alguns dels millors músics de l'època, entre ells J. S. Bach, amb el qual interpretà obres de forma conjunta i assolí a gaudir de gran amistat. Amb el mateix càrrec tingué diversos alumnes entre ells Carl David Stegmann. També l'obligava a viatjar sovint, com el viatge que realitzà entre finals de 1718 i principis de 1719 junt amb d'altres dotze músics de la cort a Viena amb motiu de les noces de l'Elector de Saxònia.
Fou un dels més importants i prolífics compositors per a llaüt de la història de la música, i destacà també per la seva tècnica d'interpretació. Escriví unes 600 peces per a llaüt, la majoria d'elles sonates (no confondre amb la forma sonata del període clàssic), així com música de cambra i concerts dels que només en coneixem avui les parts solistes.
Sembla ser, què mostrà poc interès a publicar les seves obres. Igual que d'altres virtuosos, com Paganini, les utilitzava probablement per un ús personal exclusiu.

## Discografia
- Ars Melancholiae - Sylvius Leopold Weiss: Música per a llaüt - José Miguel Moreno - Glossa
- Weiss: Sonatas for Lute, 8 volúms - Robert Barto - Naxos
- Weiss, S. L.: The Silesian Master of Lute (J.Lindberg) - BIS
- Weiss: Ouverture and Suites. Konrad.Junghanel - EMI